# 侧影幻像
《侧影幻像》是一款由Treasure公司制作的横向卷轴类游戏。游戏最初于1997年9月10日在世嘉土星上发行。 游戏后移植至PlayStation。
游戏设定在地球末日后的2000年。游戏是动作类横向卷轴类游戏，与《銀河快槍手》玩法类似。
游戏收到不同高低的分数。《GameSpot》的Peter Bartholow给予PlayStation版本4.6/10的分数。而Dave's Sega Saturn Page的Michael Motoda给予最初世嘉版本9.5/10的分数。